# Эль-Пуэрто-де-Санта-Мария
Эль-Пуэрто-де-Санта-Мария (исп. El Puerto de Santa María) — портовый город и муниципалитет в Испании, входит в провинцию Кадис, в составе автономного сообщества Андалусия. Муниципалитет находится в составе района (комарки) Баия-де-Кадис. Занимает площадь 159 км². Население — 88 503 человека (на 2010 год). Расстояние — 21 км до административного центра провинции.

## География
Эль-Пуэрто-де-Санта-Мария расположен на Атлантическом побережье Кадисского залива, рядом с муниципалитетами Херес-де-ла-Фронтера, Рота, Пуэрто-Реаль и Кадис. Имеется крупный порт — Пуэрто-Шерри.
Некоторая часть земли муниципалитета отведена под природный парк Баия-де-Кадис, сохраняющий дикую природу Кадисского залива.
Центральная часть города разделена устьем реки Гуадалете.

## История
Согласно легенде, рассказанной в «Одиссее» Гомера, после Троянской войны афинский царь Менесфей бежал со своими войсками через Гибралтарский пролив и достиг реки Гуадалете. Они обосновались здесь и назвали поселение портом Менесфея (др.-греч. Μενεσθέως λιμήν). Это событие произошло в 1184 или 1183 году до н. э., так как Троянская война произошла между 1194 и 1184 годами до н. э., примерно 3200 лет тому назад.
Согласно специалисту по археологии и истории культуры Хайнцу Шоманну, был основан греками в VIII веке до н. э. как рыбацкое село.
В 711 году арабы (мавры) с севера Африки завоевали южную Испанию. С этого момента город стал частью мусульманской территории с новым названием Amaría Alcanter, Alcanate или Alcanátir (القناطر), что означает Порт Соли, из-за старых разработок соли финикийцев и римлян.
В 1260 году Альфонсо X Кастильский отвоевал город у мавров и переименовал его в Санта-Мария-дель-Пуэрто. В одной из своих песен в честь Девы Марии Альфонсо пишет, что он чудом исцелился от тяжёлой болезни ног после посещения церкви Santa María do Porto. В 1280 году король даровал поселению городскую хартию, дав ему самоуправление и освободив жителей от десятины, пошлин на внутреннюю торговлю и от уплаты короне пятой части военной добычи.
Экспедиция Христофора Колумба в Америку отплыла из Эль-Пуэрто-де-Санта-Мария. Колумб посетил Эль-Пуэрто в 1480 году и получил поддержку для своих планов путешествия. Он также познакомился с Хуаном де ла Коса, который жил именно в Эль-Пуэрто. Он был владельцем и капитаном флагманского судна, а позже нарисовал карту мира (первую, которая включала побережье Нового Света) в Эль-Пуэрто в 1500 году.
Эль-Пуэрто был резиденцией нескольких богатых купцов, которые управляли торговлей Испании с Америкой.
На протяжении XVI—XVII веков это был зимний порт королевских галер.
В XIX веке здесь находился Генеральный штаб французской армии во время войны на полуострове под властью Жозефа Бонапарта (1801—1812).

## Туризм
Эль-Пуэрто-де-Санта-Мария — один из городов так называемого «треугольника хереса» (два других города треугольника — Херес-де-ла-Фронтера и Санлукар-де-Баррамеда). Здесь большое количество ресторанов, винных магазинов и бодег. Кроме того, расположенный на океанском побережье город предоставляет туристам большой выбор рыбы и морепродуктов.
В Эль-Пуэрто-де-Санта-Мария имеется несколько километров морских песчаных пляжей, оборудованных дощатыми настилами, барами и другой туристической инфраструктурой:
- Ближайший к центру города пляж Ла-Пунтилья (исп. La Puntilla) находится в устье реки Гуадалете и отделён от неё молом.
- Самый популярный у туристов пляж Вальделаграна (исп. Valdelagrana), расположен слева от устья Гуадалете. Здесь построены несколько отелей, и пляж оборудован всеми видами услуг и местами общего пользования.
- Пляж в сторону Пуэрто-Шерри называется Эль-Акуладеро (исп. El Aculadero). Это самый маленький из пляжей города. Иногда его называют «красочным» за разноцветные здания, построенные на берегу.
- Пляж Вистаэрмоса (исп. Vistahermosa) предоставляет отличные условия для виндсерфинга и кайтсерфинга. С пляжа открывается вид на город Кадис и открытый океан, но вода здесь самая холодная в Кадисской бухте.
- Пляж Леванте (исп. Levante) — уединённое место в природном заповеднике Баия-де-Кадис. Здесь всегда дует жёсткий ветер, благодаря чему есть условия для занятий парусным спортом и виндсерфингом.
- Пляж Фуэнтебравия (исп. Fuentebravía) расположен в одноимённом жилом районе города, благодаря чему здесь обычно много народа.
- Пляжи Ла Муралья и Ла Калита разделены руинами замка Санта-Каталина, это «дикие» пляжи со скальными выходами в воду. Они популярны у желающих заняться дайвингом и подводной охотой.
- Пляж Альмиранте (исп. Almirante) закрыт из-за размещенной неподалёку военно-морской базы.

## Население
| Год  | Численность | Численность   |
| ---- | ----------- | ------------- |
| 2001 | 76 538      | [ 6 ]         |
| 2002 | 77 747      | [ 7 ]         |
| 2003 | 79 889      | [ 8 ]         |
| 2004 | 80 658      | [ 9 ]         |
| 2005 | 82 306      | [ 10 ]        |
| 2006 | 83 101      | [ 11 ]        |
| 2007 | 85 117      | [ 12 ]        |
| 2008 | 86 288      | [ 13 ]        |
| 2009 | 87 696      | [ 14 ]        |
| 2010 | 88 503      | [ 15 ]        |
| 2011 | 88 917      | [ 16 ]        |
| 2012 | 89 068      | [ 17 ]        |
| 2013 | 89 142      | [ 18 ]        |
| 2014 | 88 700      | [ 19 ]        |
| 2015 | 88 335      | [ 20 ]        |
| 2016 | 88 184      | [ 21 ]        |
| 2017 | 88 430      | [ 22 ]        |
| 2018 | 88 364      | [ 23 ] [ 24 ] |
| 2019 | 88 405      | [ 25 ]        |
| 2020 | 88 703      | [ 26 ]        |
| 2021 | 89 060      | [ 27 ]        |
| 2022 | 89 435      | [ 28 ]        |
| 2023 | 89 813      | [ 29 ]        |
| 2024 | 89 960      | [ 1 ]         |

## Достопримечательности
- Замок Сан-Маркос[исп.] (исп. Castillo de San Marcos) — замок, построенный королём Альфонсо X в 1264 году[3].
- Церковь Мария-Приораль (исп. Iglesia de Santa María Prioral) — постройка XVI—XVIII веков.
- Фонтан Галерас (исп. Fuente de las Galeras) — фонтан, где запасались водою корабли (галеры), отправляющиеся в плаванье через Атлантический океан, 1735 года постройки.
- Эль-Акуладеро — археологический памятник нижнего архаического палеолита. Раскопки проводились в 1970—1980-х годах.
- Музей и выставочный центр Рафаэля Альберти.

## Персоналии
- Луис де лас Касас-и-Арагорри (1745—1800) — испанский государственный и военный деятель, губернатор Кубы.

## Фотографии

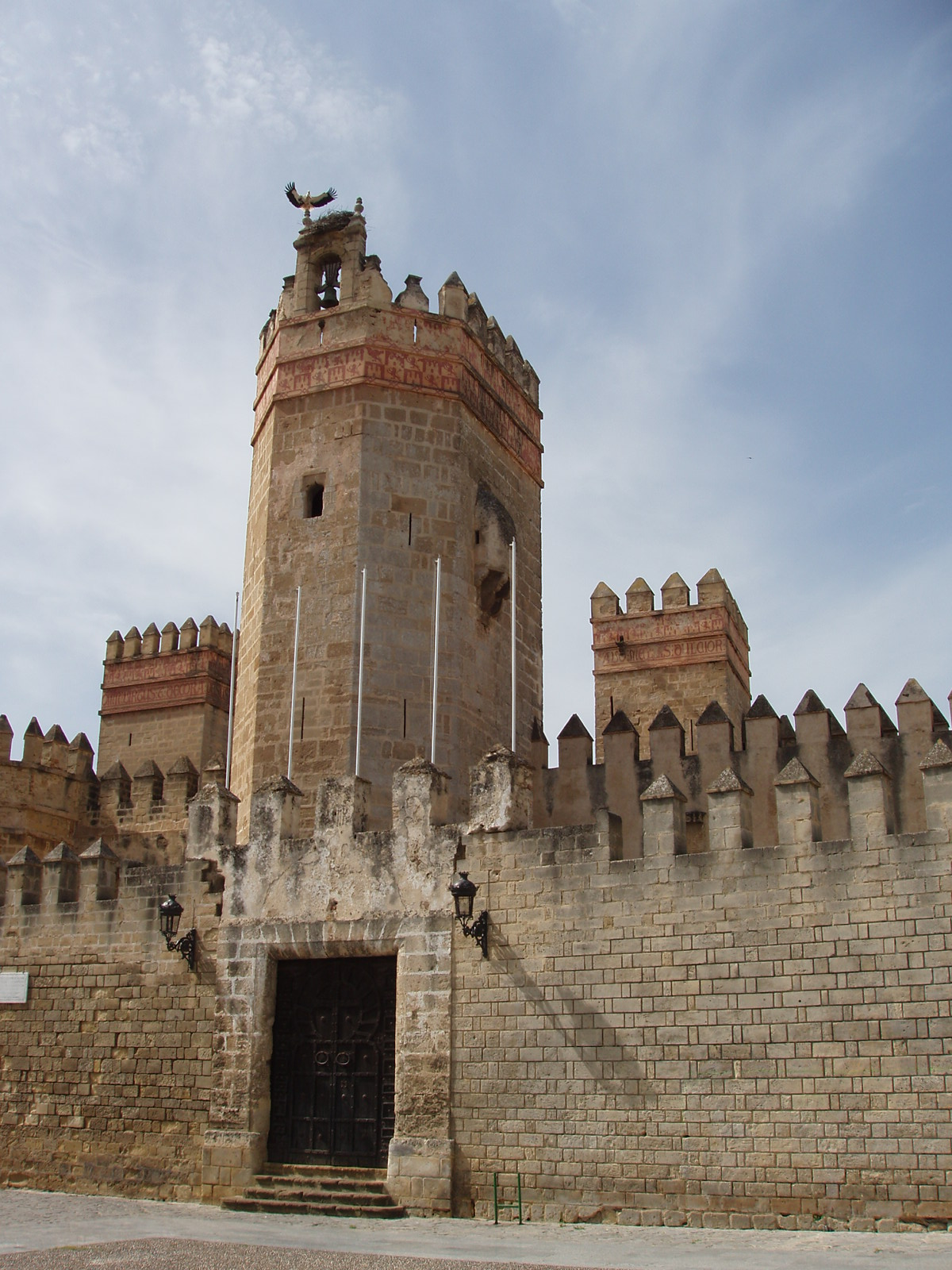
Замок Сан-Маркос
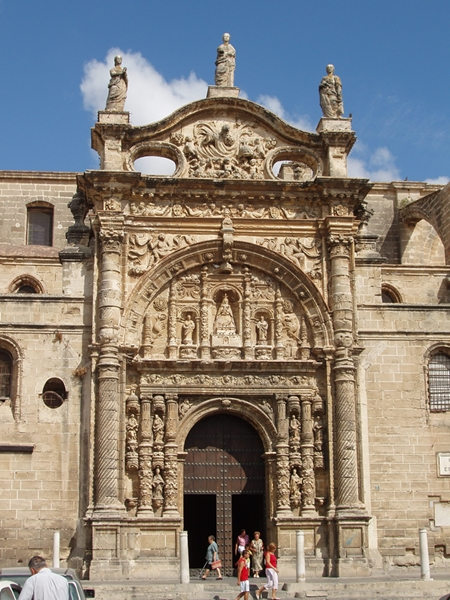
Церковь Мария-Приораль
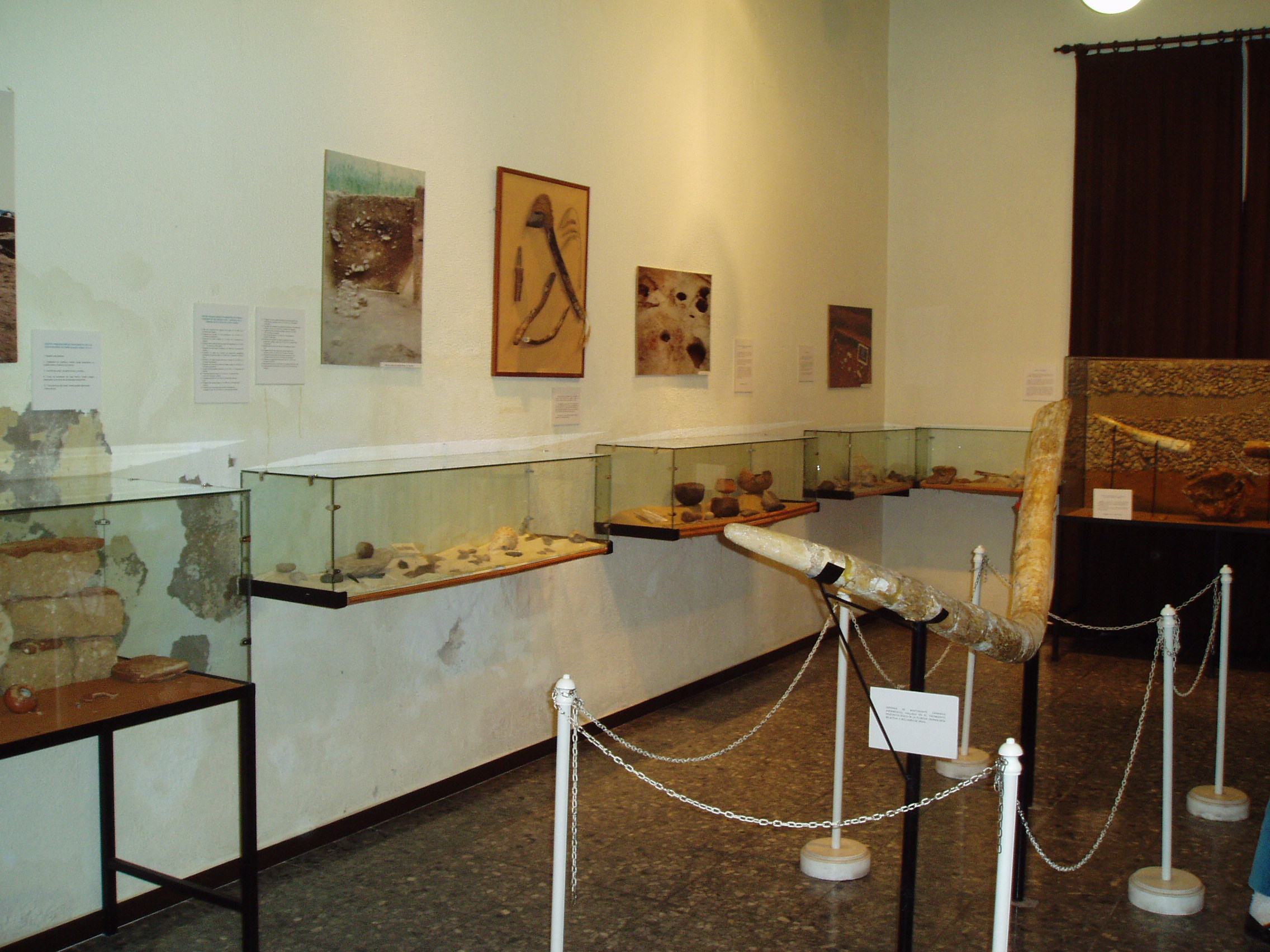
Музей города
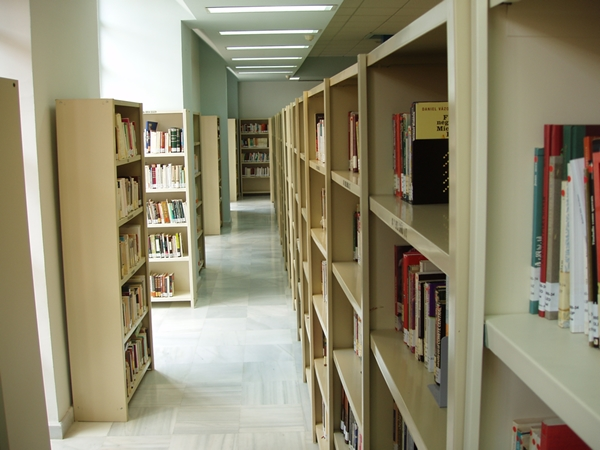
Библиотека Эль-Пуэрто-де-Санта-Мария
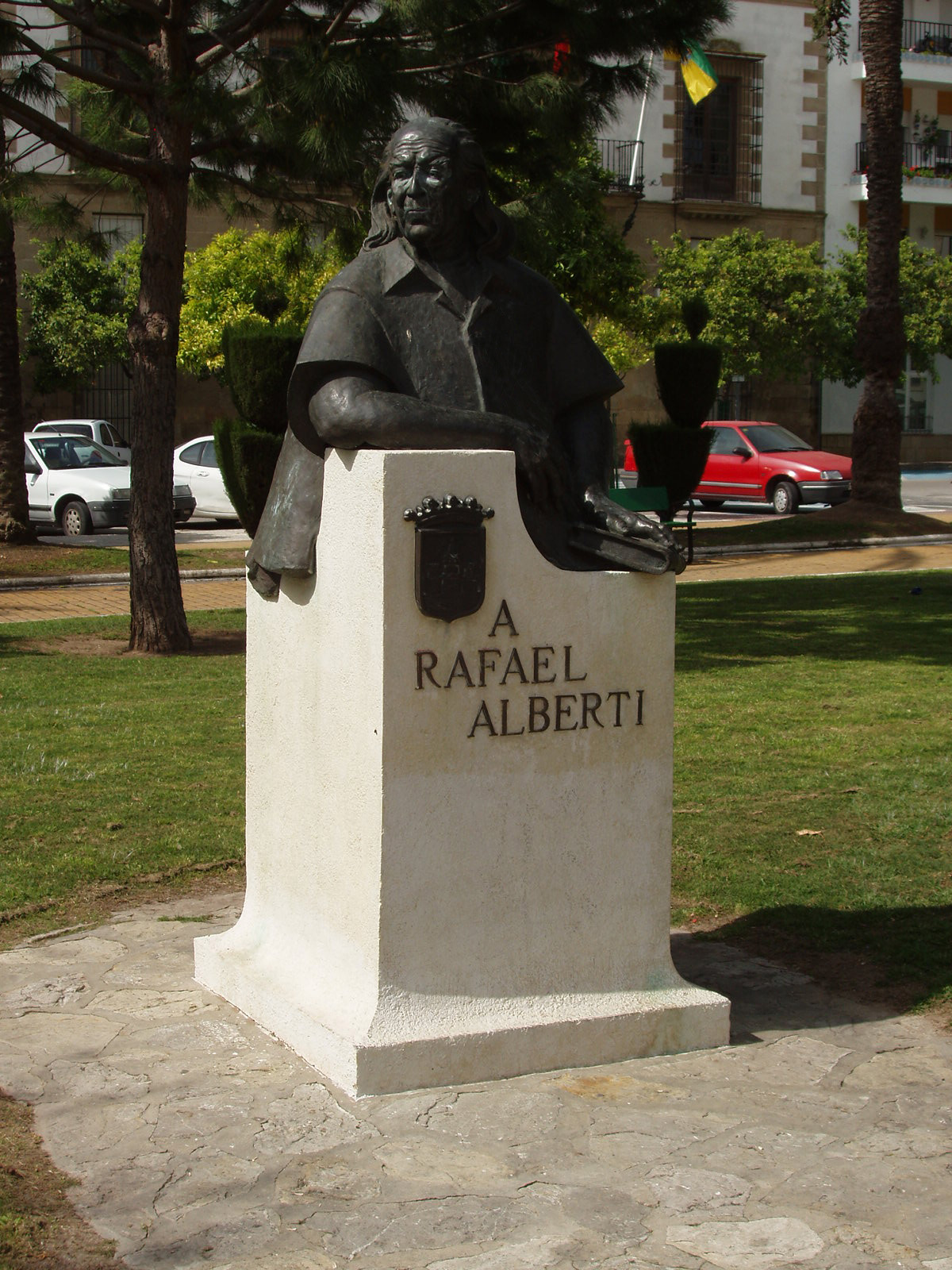
Памятник Рафаэлю Альберти
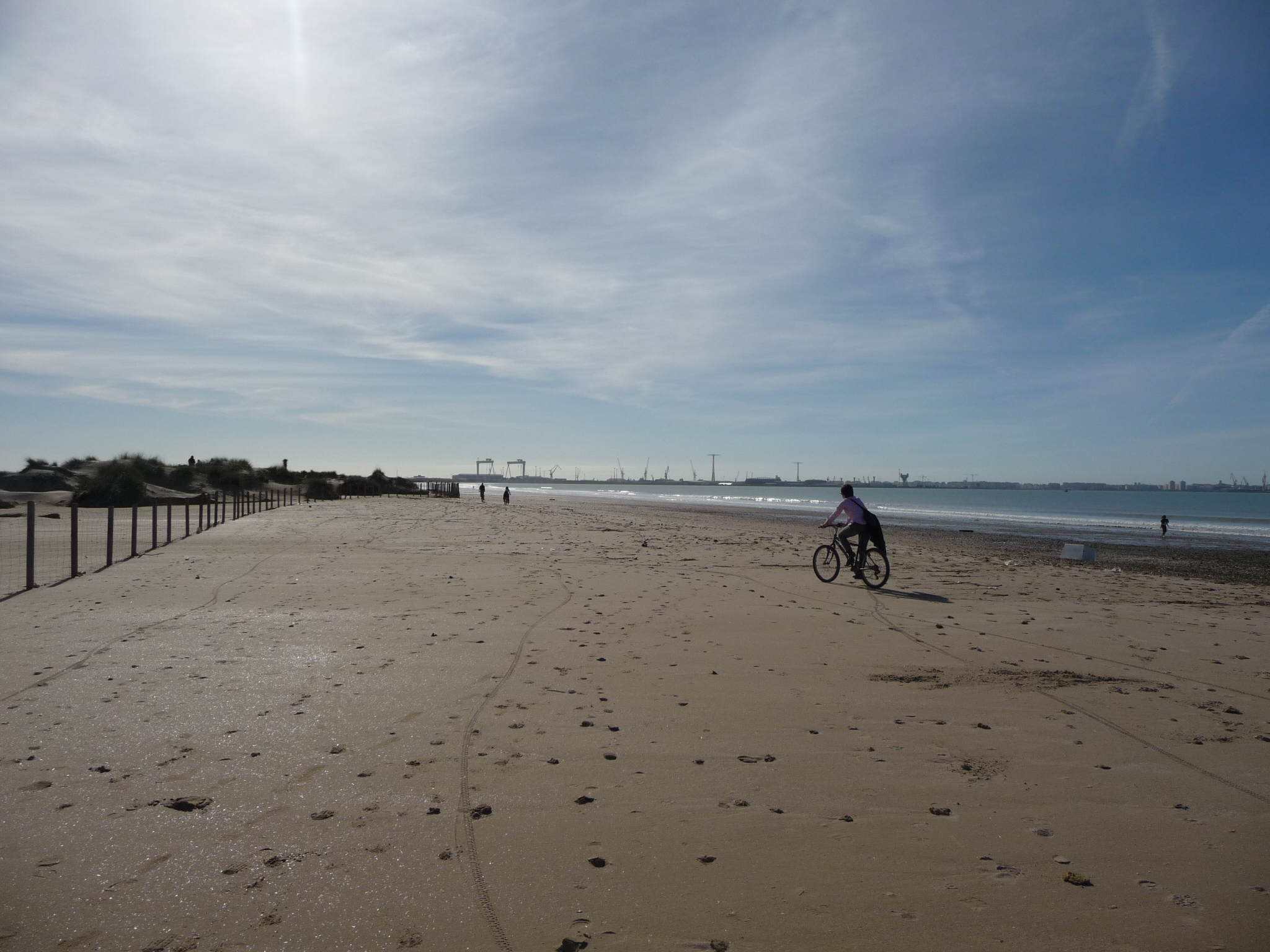
Пляж Вальдераграна

## Города-побратимы
- Агуэра, EH
- Кальп, Испания
- Корал-Гейблс[вд], США
- Сантония, Испания
- Тексоко[вд], Мексика
- Эрмуполис, Греция